# Campionat de les Filipines de futbol
El Campionat de les Filipines de futbol (Philippine Football Federation National Men's Open Championship) fou el campionat nacional de les Filipines de futbol, màxima competició durant molts anys. Era organitzada per la Federació Filipina de Futbol.

## Història
El primer partit oficial de futbol a les Filipines se celebrà a Manila el 15 d'octubre de 1907, en celebració de l'obertura de l'Assemblea Filipina, amb un trofeu donat per governador general William Howard Taft (més tard president dels Estats Units).
Les diverses federacions provincials enviaven clubs que representaven les seves federacions. Fins al 2008, any en què es creà la Lliga filipina de futbol (Filipino Premier League) era el campionat més important del país.

## Historial
Font:
- 1911:  All Manila (1)
- 1912:  Bohemian SC (1)
- 1913:  Bohemian SC (2)
- 1914:  Nomads SC (1)
- 1915:  Bohemian SC (3)
- 1916:  Bohemian SC (4)
- 1917:  Bohemian SC (5)
- 1918:  Bohemian SC (6)
- 1919: No es disputà
- 1920:  Bohemian SC (7)
- 1921:  Bohemian SC (8)
- 1922:  Bohemian SC (9)
- 1923:  Ferencvárosi TC (1)
- 1924:  Cantabria FC (1)
- 1925:  International FC (1)
- 1926:  Ateneo FC (1)
- 1927:  Bohemian SC (10)
- 1928:  San Beda College (1)
- 1929:  Peña Iberica (1)
- 1930:  San Beda AC (2)
- 1931:  San Beda AC (3)
- 1932:  San Beda AC (4)
- 1933:  San Beda AC (5)
- 1934:  U. Santo Tomás (1)
- 1935:  Malayan Command (1) [a]
- 1936-50: No es disputà Vegeu...[b]
- 1951-66: Desconegut
- 1967:  Manila Lions FC (1)
- 1968:  Meralco RK (1)[c][3]
- 1969-70: Desconegut
- 1971:  Dragons (1)
- 1972:  Meralco RK (2)[c][4]
- 1973-77: Desconegut
- 1978–79:  San Miguel Corp. (1)[3]
- 1979:  Barotac Nuevo FC (1)[5]
- 1979-80:  San Miguel Corp. (2)
- 1980-81:  CDCP (1)
- 1981-82:  Navy FC (1)
- 1982-83:  Air Force FC (1)
- 1983-84:  San Miguel Corp. (3)
- 1985:  Air Force FC (2)
- 1986: No es disputà
- 1987:  Dumaguete FC (1)
- 1988:  M Lhuillier Jewellers (1)
- 1989:  Air Force FC (3)
- 1990:  Bacolod FC (1)
- 1991:  Navy FC (2)
- 1992:  Philippine Army FC (1)
- 1993:  Davao City FC (1)
- 1994:  Pasay City FC (1)
- 1995:  Makati FC (1)
- 1996: No es disputà
- 1997:  Air Force Hawks (4)
- 1998:  NCR South (1)[d]
- 1999:  NCR-B (2) [e]
- 2000:  NCR South (3) [d]
- 2001:  Philippine Army FC (2)
- 2002:  Negros Occ. FA (º)[f]
- 2003:  Kaya FC (1)
- 2004:  NCR FA (4)[g]
- 2005:  NCR FA (5)[g]
- 2006:  Negros Occ. FA (2)[f]
- 2007:  NCR FA (6)[g]
- 2008: No finalitzà
- 2009-10: No es disputà
- 2011:  Global Teknika FC (1)
- 2012-13:  Ceres FC (1)
- 2013:  Ceres-La Salle FC (2)
- 2014-15:  Loyola MS (1)